# Grad Palanok
Grad Palanok ali grad Mukačevo (ukrajinsko Замок Паланок, latinizirano: Zamok Palanok; madžarsko Munkács vára, Munkácsi vár, nemško Plankenburg) je zgodovinski grad v mestu Mukačevo v zahodni ukrajinski Zakarpatski oblasti. Je dobro ohranjen in stoji na nekdanjem 68 metrov visokem vulkanskem griču. Grajski kompleks je sestavljen iz treh delov: visokega, srednjega in spodnjega gradu.

## Zgodovina

### Od ustanovitve do leta 1541
Natančnih podatkov o okoliščinah gradnje gradu ni. Arheološke raziskave kažejo, da je bilo območje poseljeno že v neolitiku in da je v bronasti in železni dobi na mestu današnjega gradu obstajala trdnjava. V času osvajanja je na vrhu današnjega grajskega griča stala trdnjava, zgrajena iz kolov.
- Sveti Štefan je gradu pripisoval poseben pomen, okrepil zidove, kralj Ladislav pa je nadaljeval z delom in postavil kamniti zid.
- Anonymousmus Bele regis notarius ('anonimni notar kralja Bele') ali mojster P. (od konca 12. st. - začetka 13. st.), notar in kronist madžarskega kralja,  Béle III., avtor Gesta Hungarorum ('Dejanja Madžarov') omenja, da so, ko je sedem voditeljev in njihovih plemen prečkalo prelaz Verecke in gore pod njim, postali zelo utrujeni in odločeni počivati na te mestu. Ker je imelo podeželje veliko stroškov (dela), se je naselje imenovalo Munkács. Po drugi legendi ime gradu in mesta izhaja iz slovanske besede za 'trpljenje', ker sta gradnja gradu in nanos kamenja nanj zahtevala veliko dela in trpljenja.
- Leta 1086 so Munkács napadli Pečenegi; pet dni so oblegali grad, a ga niso mogli zavzeti.
- Hitri razvoj mesta se je zaključil med vladanjem Béle III. Leta 1190 so Tatari na primer razkropili vasi okrožja Bereg in Ung.
- Leta 1241 je močna vojska Batu kana s 60.000 vojaki vstopila na Madžarsko prek prelaza Verecke. Mesto je bilo porušeno, grad pa ni bil zaseden.
- Po umiku Tatarov je leta 1242 Béla IV. Ogrski dal navodila za gradnjo novih gradov in okrepitev obstoječih. V 13. stoletju je grad Munkács postal ena največjih in najbolje zaščitenih trdnjav na Madžarskem.
- Karel I. Ogrski je cenil njegov  pomen za vse močnejšo Poljsko in Rusijo, zato je povabil italijanske mojstre za obnovo in krepitev. Ludvik I. Ogrski (1342-1382) je nadaljeval gradnjo.
- Leta 1352 je pod grad prispela še ena tatarska vojska, vendar se je njegov garnizon ne le uprl napadu, ampak je izstopil izza zidov in sovražnika premagal.
- Fjodor Korjatovič, Podolski knez, je imel pomembno vlogo v zgodovini gradu in je bil na ogrskem kraljevem dvoru povezan s sorodniki. Ena od njegovih sester je bila mati kralja Sigismunda. Leta 1396 mu je Sigismund podaril grad in s tem povezano gospostvo.

Skupaj z dvorom se je preselil v regijo Munkács in s svojimi dejavnostmi močno pospeševal gospodarski in kulturni razvoj Zakarpatske pokrajine. Na gradu Munkács je postavil svoj dvor in ga precej razširil. Ob njegovem dnu je bil izkopan širok jarek in napolnjen z vodo; drugo ime gradu je Palánk. Po smrti Fjodor Korjatovič in njegove žene  je Munkács večkrat spremenil lastništvo. Strateško pomembna trdnjava je igrala vidno vlogo v pokrajini med 15. in 17. stoletjem.
Od leta 1423 je bil grad v lasti  Đurađa Brankovića (madžarsko Brankovics György). Od leta 1439 je bil lastnik gradu László Palóczy, leta 1445 pa madžarski guvernerJános Hunyadi. Po njegovi smrti je leta 1456 njegova vdova Erzsébet Szilágji postala gospodarica gradu. Kasneje je bil v lasti kralja Matija in nato Jánosa Korvina. Prebivalci Munkácsa so aktivno sodelovali v kmečkem uporu Györgyja Dózsa leta 1514. Uporniki so zasegli gradove Munkács, Huszt in Korolevo. Leta 1514 je grad Munkács in njegova dominacija postala last madžarske krone. Grad je med kmečko vojno utrpel hudo škodo. Kralj Ludvik II. (1516–1526) ga je začel obnavljati. Leta 1527 je bil grad še vedno v lasti kralja kraljice Marije, vdove Ludvika II., ko ga je leta 1528 zasedel János Szapolyai. Po letu dni ga je zamenjal z drugimi gradovi v lasti madžarskega palatina Istvána Báthorija. Ta je zgradil obroč bastijonov okrog zgornjega gradu in 14 metrov visok opazovalni stolp. Leta 1537 ga je oblegal kralj Ferdinand I. in nato zasedel grad.

### Obdobje do konca 17. stoletja
Po letu 1541 je grad postal last sina Ivana Zapolje, Ivana II. Žigmunda Zapoljskega, v resnici pa mu je vladala njegova mati, kraljica Isabella Jagielo. Grad je postal last 19-letnega Ivana II. šele po smrti Isabelle, ki je bila lastnica do leta 1567. Leta 1560 je cesar Ferdinand I. podaril grad Istvánu Dobó, ker pa je bil v sovražnikovih rokah, Dobó ni mogel prevzeti donacije. Leta 1567 so grad zasedle cesarske čete. Maksimilijan II. ga je leta 1573 doniral Gáborju Mágócsiju. Takrat se je Zsigmond Rákóczi poročil v družino Magócsi, grad pa je pozneje pridobila družina Rákóczi. Leta 1611 je postal last Miklósa Eszterházyja.
Leta 1625 je transilavanski knez Gábor Betlen odkupil grad in njegovo dominacijo za 300.000 forintov. V tem času je grad popravil grajski kapetan János Balling in na srednjem dvorišču postavil novo stavbo. Leta 1857, ko je bil grad preurejen v zapor.
Grad je imel takrat 14 bastijonov in novo stavbo na srednjem dvorišču. V zgornjem delu je bil grajski palas, do katerega je vodilo kamnito stopnišče.
Po smrti Gáborja Betlena leta 1629 je bil grad v lasti njegove žene Katalin Brandenburške, ki ga je moral nekaj mesecev pozneje izročiti Györgyju Rákócziju I., transilvanskemu princu. Po zakonu o dedovanju bi moral grad po Katalinini smrti postati last Habsburške kraljeve hiše, vendar je György Rákóczi storil vse, kar je bilo v njegovi moči, da bi pridobil to strateško pomembno trdnjavo. Pri tem mu je bil v veliko pomoč János Balling, kapitan gradu in kraljevega veleposlanika ni pustil v grad. Grad Munkács je torej prešel v last družine Rákóczi in to je bilo začetek najbolj slavnega obdobja v njegovi zgodovini. Tako so leta 1635 grad in njegova posestva postali last Györgyja Rákóczija I. Knez je tukaj uredil svoj dvor in pozdravil francoske, poljske in švedske veleposlanike, ki jih je uspešno povabil na pogajanja. Po njegovi smrti je njegova žena Suzana Lorántffy grad dobila v posest in nadaljevala s širjenjem in krepitvijo s pomočjo strokovnega znanja francoskih arhitektov. Zgrajena so bila tla južne stavbe osrednjega dvorišča, ki so ji dodali trg Rákóczi.
Po smrti Suzane je njen sin György Rákóczi II. postal gospodar gradu. Med letoma 1649 in 1656 je med drugim pozdravil delegacije Bogdan Hmelnickega, Zaporoških kozakov, s katerimi se je pogajal o skupnih akcijah proti Poljski. Leta 1657 je kljub protestu turškega sultana začel vojno proti Poljski, ki se je končala s porazom njegovih čet. Poljaki pod vodstvom kneza Lubomirskega so maščevali grofije Bereg, Ung in Zemplén, uničili so mesta, tudi Munkács in Berehove, vendar gradu niso mogli zasesti. Po smrti Györgyja Rákóczija II. sta se v grad preselila njegova žena Zsófia Báthory in sin Ferenc I. Rákóczi. Ta se je poročil z Ilono Zrínski, hčerko hrvaškega bana Pétra Zrínskega. Njun sin je bil Ferenc II. Rákóczi, ena najvidnejših osebnosti madžarske zgodovine. Po smrti Ferenca I. Rákóczija je Ilona Zrínski ostala vdova s svojima dvema otrokoma, Ferencem in Julianno. Imre Thököly in Ilona Zrínski sta se poročila leta 1682 v gradu Munkács. Imre Thököly je grad popravil, okrepil obzidje in svetišča. Potem ko so Thökölyja zajeli Turki, je Ilona Zrínski ostala z dvema otrokoma v gradu. Napredujoče cesarske čete so zlahka osvojile grad Ungvár in sredi novembra 1685 prispele v Munkács.
10. marca 1686 je carski general Aneas de Caprara (1631–1701) pozval k predaji, toda Ilona Zrínski je trdno stala. Sedem mesecev je branila grad z madžarskimi, rusinskimi, slovaškimi in nemškimi vojaki. Pokazala je svoje osebno junaštvo, pogosto se je pojavila na bastijonih s svojim desetletnim sinom Ferencem in kljubovala puškam. Za ranjence je skrbela njena hči Julianna.
Aprila 1686 je bil general Caprara prisiljen opustiti obleganje. Njegovi vojaki so v maščevanju oropali Munkács in se umaknili v Kasso. Med obleganjem je umrlo 24 branilcev gradu, toda izgube Avstrijcev so bile mnogokrat večje.
Leta 1687 je general Caprara oblegal grad z več kot 3000 vojaki. 2. novembra 1687 je Ilona Zrínski spet zavrnila predajo. Avstrija je eno leto oblegala grad, vendar brez uspeha. Konec leta 1687 pa je položaj branilcev postal kritičen. Ta grad je bil edini na Madžarskem, ki ga Avstrijci niso mogli zajeti. Vendar pa sovražnik ni opustil upanja, da bo pridobil strateško zelo pomembno trdnjavo in je združeval nove sile pod gradom.
Nazadnje je bila Ilona Zrínski prisiljena, da se pogaja. Sporazum je podpisala 15. januarja 1688, dva dni kasneje pa je v grad stopila vojska cesarja Leopolda I., ki jo je vodil Antonio de Caraffa. Ilona Zrínski je bila odpeljana na Dunaj in zaprta v samostan, njeni otroci pa so bili dodeljeni v avstrijski licej.
Leopold I. je dal navodila za okrepitev gradu, zato je postal nepremagljiva trdnjava.

### Vloga Rákóczija v vojni za neodvisnost
Grad Munkács je igral pomembno vlogo v vojni za neodvisnost Franca II. Rákóczija. 16. junija 1703 je knez preko prelaza Verecke potoval s Poljskega na Madžarsko. Njegove čete so zasedle Munkács 24. junija 1703, vendar gradu takrat niso mogle zasedeti, čeprav so Rusi okoli Munkács vztrajno pomagali. Obleganje gradu se je začelo novembra 1703 in končalo 16. februarja 1704 z zmago vojske Krucov. Rákóczi se je takoj vrnil in se napotil v boj za svobodo, kar je bila zelo pomembna podlaga za njegov strateški položaj. Zato je inženirju brigade Demoiseauxu naročil, da pripravi načrt za posodobitev in obnovo gradu. Leta 1705 je začel grad krepiti. Večino dela so opravili madžarski in rusinski kmetje okrožja Bereg; obnova se je nadaljevala do leta 1710. Gradnjo je najprej nadzoroval polkovnik De La Mothe, od leta 1708 pa je prevzel De la Faux. Poleg gradu je bil na levem bregu Latorke mlin leta 1706 spremenjen v kovnico, ki je delovala do leta 1713. Ferenc II. Rákóczi je v trdnjavi Munkács sprejel več tujih delegacij, med njimi delegate ruskega carja Petra Velikega. Kruci so vojno za svobodo končali s porazom 22. junija 1711, ko so branilci gradu odložili orožje. Avstrijci so se neusmiljeno maščevali nad uporniki in desetine rusinskih in madžarskih vasi v bližini gradu uničili, ko je ta izgubil svoj strateški pomen.

### 18. in 19. stoletje
Po neuspehu vojne za neodvisnost, ki jo je vodil Rákóczi, je grad Munkács padel v posest Karla VI., svetega rimskega cesarja, ki ga je leta 1728 podelil avstrijskemu grofu Lotharju Franzu von Schönbornu. Grad je postopoma izgubil svoj strateški pomen, njegove stavbe so se uporabljale predvsem za potrebe vojske. Leta 1787 je Jožef II. grad spremenil v zapor, leta 1746 pa je opravil manjša popravila. Po prvi delitvi Poljske leta 1772 je bila Vzhodna Galicija priključena Avstrijskemu cesarstvu in grad je končno izgubil strateški vojaški pomen.
V zaporu so v naslednjih desetletjih trpeli številni priznani revolucionarji. Med drugimi grški narodni junak Aleksander Ypsilantis, Ferenc Kazinczy, madžarski pisatelj in jezikovni inovator ter 42 udeležencev Martinovičeve zarote. Zapornik, ruski revolucionar Mihail Bakunin in kapetan straže Ferenc Rendl, ki sta leta 1832 izvršila atentat nad avstrijskim kraljem Ferdinandom I. Zapornike so držali v verigah v izjemno slabih razmerah.
Zvečer 27. julija 1834 je bila s svečo prižgana zavesa majhnega okna grajske stavbe. Ogromen požar je trajal skoraj en teden. Vse lesene konstrukcije gradu so pogorele. Po požaru so ga obnovili, njegove stavbe pa so namesto s skodlami prekrili s strešniki. Preživel je vse do danes. 11. julija 1847 je grad obiskal Sándor Petőfi. Prijatelju Frigyes Kerényi je napisal potopisno pismo št. XIII. Po 15. marcu 1848 so delavci odprli kazemate grajskega zapora in izpustili zapornike. V spomin na to so v polkrožnem bastijonu Zgornjega gradu posadili lipo, ki se je pozneje imenovala Drevo svobode, vendar je drevo postalo previsoko in ga je 21. julija 1960 opustošila nevihta.
1. julija 1855, z ukazom cesarja Franca Jožefa I., je bil grad spet preurejen v zapor in številni vojaki vojne za neodvisnost so živeli v svojih celicah.
V letih 1857–1859 so bile na gradu izvedene spremembe. V delo so bili vključeni tudi zaporniki. Oktobra 1896 je madžarsko ministrstvo za pravosodje ustavilo delovanje zapora, zapornike pa premestilo v druge ustanove. Grad je za 393.859 kron kupilo ministrstvo za finance, ta pa je zaupal zakladnici okrožja Bereg. Vendar za ta ni imela dovolj denarja, zato je začelo propadati.
Leta 1896 so, ob tisočletju madžarskega osvajanja Karpatske kotline, v gradu postavil 33 metrov visok spomenik. Na vrhu spomenika je bil velik turul, mitološka ptica, simbol Madžarov. Češkoslovaške oblasti so leta 1924 kip in spomenik odstranili. Od leta 1939, ko je bila Karpatska Rutenija začasno del Madžarske, je bil kip ponovno postavljen. Leta 1945 je okupatorska sovjetska Rdeča armada kip stopila, da so naredili rdeče zvezde. Leta 2008 je kip turula na slovesni otvoritvi znova postavil Zoltán Lengyel, vršilec dolžnosti župana Mukacheva.

## Grad Mukačevo v 20. stoletju do danes
Po prvi svetovni vojni, ko je bila Podkarpatska Rutenija po Trianonski pogodbi  priključena Češkoslovaški, je grad najprej uporabljala češkoslovaška vojska (1919–1938), nato pa vojašnice kraljeve madžarske vojske 1939–1944. Od leta 1945 so ga uporabljali kot vojašnico sovjetska vojska. Med letoma 1962 in 1973 ga je uporabljala Srednja industrijska šola za usposabljanje upravljavcev kmetijskih strojev.
Med letoma 1971 in 1993 je na gradu deloval restavratorski zavod Lvova. Trdijo, da je bil gradu v tem obdobju storjeno več škode kot v več stoletnih obleganjih. Razrušeni grad je pred kratkim doživel 'pravo' prenovo, v obnovljenih prostorih pa je več razstav. Tu je zgodovinski muzej Mukačevo, ki temelji na gradivu zbirke Lehoczki, s predmeti različnih starosti. Izjemen dogodek je bila razstava Mihály Munkácsy, ki je bila na gradu leta 2007, kjer je bila predstavljena večina slikarjevih del.
Skupna površina gradu je 14.000 m2. Grad sestavlja 130 različnih sob s kompleksnim sistemom podzemnih prehodov, ki jih povezujejo. V gradu je trenutno muzej, posvečen zgodovini Mukačeva in gradu.
- Pogled na grajski hrib gradu Palanok.
- Čeprav se nekateri deli gradu trenutno obnovljeni, drugi deli na to še vedno čakajo.
- Grajsko dvorišče.
- Obzidje